# Putere de stat
Puterea de stat reprezintă un aspect al puterii politice care are în vedere puterea exercitată de un stat suveran cu scopul îndeplinirii funcțiilor sale. 

## Trăsături

### Monopolul constrângerii
Monopolul constrângerii se referă la deținerea exclusiv de către stat a capacității de a-i constrânge pe cetățeni în a îndeplini anumite cerințe sau anumite reguli. În cazul de față, aceste reguli sunt chiar legile statului. Doar constrângerea poate fi clasificată ca o trăsătură a puterii de stat, și nu și modul specific prin care aceasta este implementată (fapte care reprezintă variabile ale acestei puteri).